# Pargesa
Pargesa est une holding à Genève en Suisse dont les créateurs sont l'homme d'affaires belge Albert Frère et du canadien Paul Desmarais. Elle est détenue par Parjointco N.V. à 54,1 %, où les deux hommes d'affaires sont à parts égales. 
Pargesa Holding SA détient une participation de 50 % dans la holding belge « Groupe Bruxelles Lambert » (GBL) coté sur euronext Bruxelles.

## Description et historique
Pargesa Holding est l’un des étages intermédiaires menant des familles Frère & Desmarais au Groupe Bruxelles Lambert (GBL), l’une des principales sociétés de portefeuille cotées d’Europe, qui est basée à Bruxelles. 
Pargesa a notamment été utilisé par Albert Frère et son associé canadien Paul Desmarais (père) pour mettre certains actifs à l’abri des nationalisations menées par la France, en 1981.
En 2020, le groupe Pargesa simplifie sa structure, les actifs de la holding se composant uniquement alors d’une participation de 50 % dans Groupe Bruxelles Lambert (GBL).
En novembre, est réalisée la fusion entre Pargesa et Parjointco Switzerland. L’opération est inscrite au registre du commerce du canton de Genève et Pargesa cesse donc d’exister et n’est plus coté à la Bourse de Zürich. 
À la suite d'une Offre Publique d’Echange d’actions au porteur Pargesa Holding SA contre actions Groupe Bruxelles Lambert (GBL) réalisée par Pargesa SA, cette dernière fusionne avec Pargesa Holding SA, le 20 novembre 2020.
En février 2021, la raison sociale de la société évolue, de Parjointco Switzerland SA à Pargesa SA. Ce changement a été inscrit au Registre du commerce du canton de Genève le 12 avril 2021.

## Conseil d'administration (au 9 mai 2012)
- Président : Paul Desmarais
- Vice-Présidents
  - Albert Frère
  - Paul Desmarais Jr.
  - Gérald Frère
  - André de Pfyffer

- Administrateurs
  - Marc-Henri Chaudet
  - Bernard Daniel
  - Victor Delloye
  - André Desmarais
  - Cédric Frère
  - Ségolène Gallienne
  - Gérard Mestrallet
  - Michel Pébereau
  - Michel Plessis-Belair
  - Baudouin Prot
  - Gilles Samyn
  - Amaury de Seze
  - Arnaud Vial[5]